# Michel Lotito
Michel Lotito (* 15. Juni 1950 in Grenoble; † 17. April 2006) war ein französischer Schausteller. Seine Fähigkeit, anscheinend Metall zu essen, ohne Schaden davon zu nehmen, machte ihn international bekannt und sicherte ihm einen Eintrag im Guinness-Buch der Rekorde unter dem Eintrag „Seltsamste Ernährung“.

## Rekord
Lotito hatte den Spitznamen Monsieur Mangetout (Herr Allesfresser). Er soll im Jugendalter damit begonnen haben, Glas und Metall zu essen. Er litt unter der seltenen Essstörung Pica-Syndrom, wobei er jedoch aus unbekannten Gründen keinen gesundheitlichen Schaden erlitt. Röntgenaufnahmen sollen bewiesen haben, dass sein Magen am Tag bis zu 900 Gramm Metall aufnehmen konnte. Der Künstler trat mit dieser außergewöhnlichen und nach Ansicht von Experten einzigartigen Fähigkeit weltweit auf.
Von 1966 bis 1997 hat er 18 Fahrräder, 15 Supermarktwagen, sieben Fernseher, sechs Leuchter, zwei Betten, ein Paar Ski, ein Leichtflugzeug vom Typ Cessna 150, einen Computer und einen Sarg (mit den Griffen) gegessen. Dabei soll er im Laufe seines Lebens bis zu neun Tonnen Metall verzehrt haben. Er zerkleinerte die Gegenstände mit einer Elektrosäge in mundgerechte Happen, die er dann einfach hinunterschlucken konnte. Nach eigener Aussage soll die Fahrradkette am leckersten gewesen sein.